# سونيت 65
السونيت 65 هي واحدة من السوناتات الـ 154 التي كتبها الكاتب والشاعر الإنجليزي وليام شكسبير.